# L'Oreiller d'une jeune fille
L'Oreiller d'une jeune fille est une nouvelle fantastique de Théophile Gautier, publiée pour la première fois en juin 1845 dans Le Musée des familles.

## Résumé
Ninette, une charmante petite fille de sept ans, reçoit un oreiller magique de la mystérieuse Mme ***. Cet oreiller, selon le souhait de Ninette, permet de discerner le bien du mal.

## Éditions
- 1845  L'Oreiller d'une jeune fille : Le Musée des familles, tome XIII, juin 1845, pp. 257-260, sous la rubrique "Lectures du soir".
- 1852  L'Oreiller d'une jeune fille, tome I de La Peau de tigre (éditeur Souverain)
- 1865  L'Oreiller d'une jeune fille, La Peau de tigre (éditeur Lévy)